# Midland City (Alabama)
Midland City és una població dels Estats Units a l'estat d'Alabama. Segons el cens del 2000 tenia 1.703 habitants.

## Demografia
Segons el cens del 2000, Midland City tenia 1.703 habitants, 707 habitatges, i 477 famílies. La densitat de població era de 108,9 habitants/km².
Dels 707 habitatges en un 34,5% hi vivien nens de menys de 18 anys, en un 40,7% hi vivien parelles casades, en un 21,4% dones solteres, i en un 32,5% no eren unitats familiars. En el 28,7% dels habitatges hi vivien persones soles el 10,5% de les quals corresponia a persones de 65 anys o més que vivien soles. El nombre mitjà de persones vivint en cada habitatge era de 2,41 i el nombre mitjà de persones que vivien en cada família era de 2,93.
Per edats la població es repartia de la següent manera: un 29,7% tenia menys de 18 anys, un 8,6% entre 18 i 24, un 27,2% entre 25 i 44, un 21,6% de 45 a 60 i un 12,9% 65 anys o més.
L'edat mediana era de 34 anys. Per cada 100 dones hi havia 89,2 homes. Per cada 100 dones de 18 o més anys hi havia 82,3 homes.
La renda mediana per habitatge era de 20.000 $ i la renda mediana per família de 24.474 $. Els homes tenien una renda mediana de 26.927 $ mentre que les dones 17.174 $. La renda per capita de la població era d'11.438 $. Aproximadament el 26% de les famílies i el 30,8% de la població estaven per davall del llindar de pobresa.

## Poblacions més properes
El següent diagrama mostra les poblacions més properes.